# Per Christian Ellefsen
Per Christian Ellefsen (ur. 14 lutego 1954) – norweski aktor teatralny i filmowy. Międzynarodowej publiczności najlepiej znany jako odtwórca tytułowej roli w filmie Elling 
Pettera Næssa (2001).
Jest dzieckiem ze szwedzko-norweskiego małżeństwa i, choć większość życia spędził w Norwegii, mówi w obu językach.
W latach 1974–1977 studiował w Norweskiej Szkole Teatralnej w Oslo (norw. Statens teaterhøgskole). Przez pierwsze dwa lata po ukończeniu studiów pracował w teatrze w Førde. W 1980 został aktorem Nowego Teatru w Oslo (norw. Oslo Nye Teater), gdzie grał m.in. w sztukach na podstawie twórczości Astrid Lindgren oraz w Braciach Karamazow Dostojewskiego. Łącznie był związany z tą sceną przez 16 lat. W 1997 zagrał rolę tytułową w specjalnej produkcji Peera Gynta, jednej z najważniejszych sztuk w historii norweskiej dramaturgii, przygotowanej przez tamtejsze radio publiczne. W tym samym roku otrzymał etat w Teatrze Narodowym w Oslo. W 1999 wystąpił w filmie komediowym Absolutt Blåmandag, będącym jego debiutem na dużym ekranie. 
W latach 1999–2000 ponownie gościł na scenie Nowego Teatru w Oslo, gdzie wspólnie ze Svenem Nordinem występował w sztuce będącej adaptacją książki Ingvara Ambjørnsena o parze upośledzonych umysłowo przyjaciół, którzy muszą stawić czoło samodzielnemu życiu. W 2001 historia ta została przeniesiona na ekran, ponownie z Ellefsenem i Nordinem w rolach głównych, i uzyskała m.in. nominację do Oscara. Później zrealizowano jeszcze dwa kolejne filmy o Ellingu, jednak ich popularność nie wyszła już poza Norwegię.